# Wypowiedź oceniająca
Wypowiedź oceniająca (wartościująca) – wypowiedź, która określa czyjś negatywny lub pozytywny stosunek do czegoś, tj. przede wszystkim wyraża czyjąś aprobatę lub dezaprobatę dla jakiegoś stanu rzeczy, np. stanowi, że coś jest ładne, dobre, fantastyczne, boskie. 
Na ogół przyjmuje się, że wypowiedziom oceniającym nie da się przypisać wartości prawdy lub fałszu (tzw. stanowisko antykognitywistyczne/akognitywistyczne), a zawarte w nich oceny są zrelatywizowane do dokonujących je osób, a nie absolutne.
Gdy podstawą wypowiedzi oceniających są wartości i standardy panujące w danej społeczności (np. ustalone kanony piękna), upodabniają się one jednak do wypowiedzi opisujących i mogą być prawdziwe lub fałszywe, tj. w zależności od tego, czy dokonane w nich oceny są zgodne lub niezgodne z powszechnie akceptowanymi w danym środowisku standardami i wartościami.
Od ocen, jakie zawierają wypowiedzi oceniające i jakie zwie się zasadniczymi, należy odróżniać tzw. oceny prakseologiczne.